# Vinemina opacaria
Vinemina opacaria là một loài bướm đêm trong họ Geometridae.